# Астрономічний інститут Академії наук Чеської Республіки
Астрономічний інститут Академії наук Чеської Республіки (чеськ. Astronomický ústav Akademie věd České republiky) — державна науково-дослідна установа у складі Академії наук Чеської Республіки. В основному займається зоряною та галактичною астрономією, дослідженням метеорів, сонячною астрономією та рухом космічних тіл.
Інститут розташований в обсерваторії Ондржейов, приблизно за 35 км на південний схід від Праги. Окрема ділянка інституту розташована в Празі, в новій будівлі поруч з Геофізичним інститутом.

## Історія

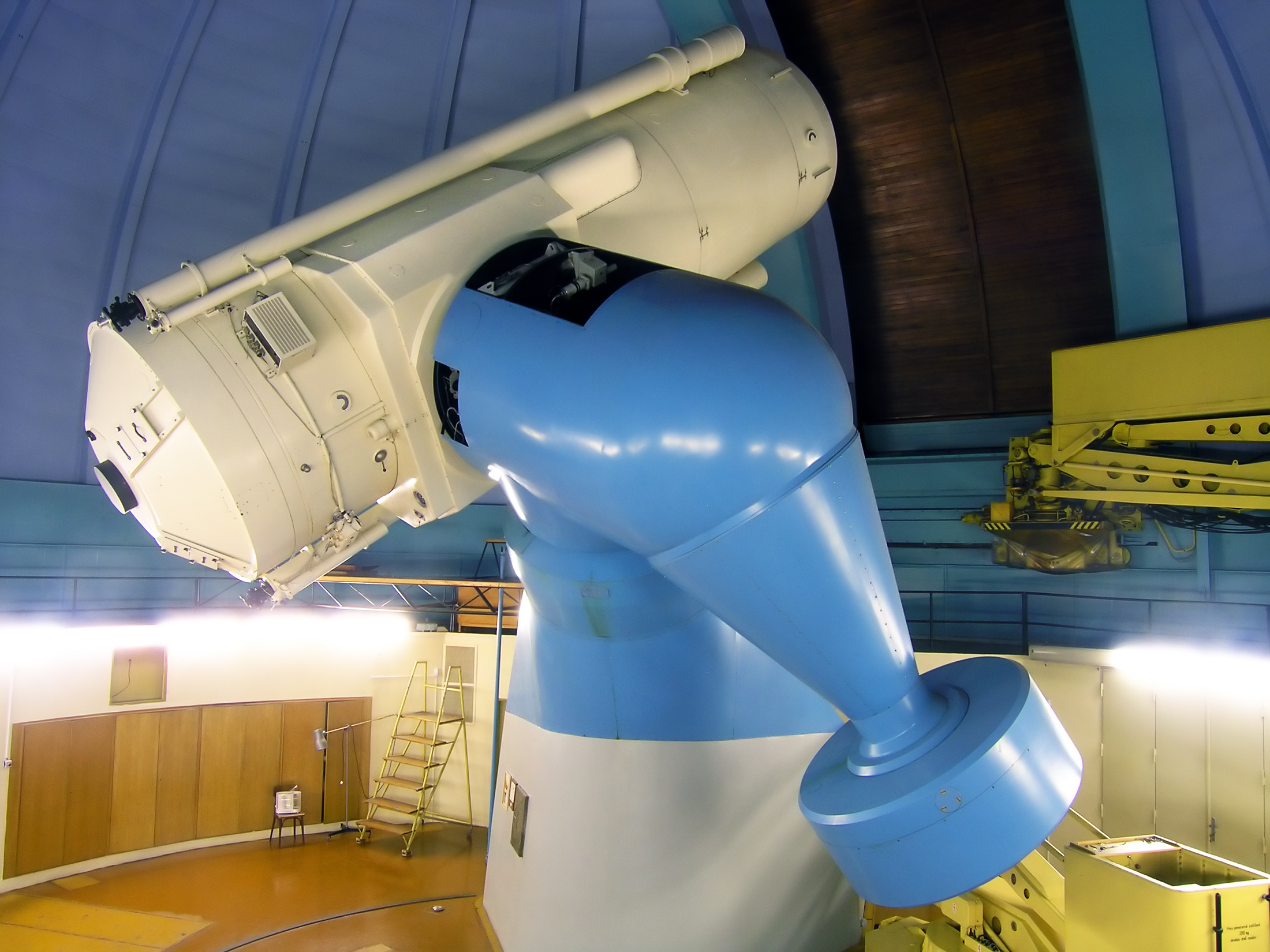
Двометровий телескоп — один із символів Астрономічного інституту

Астрономічний інститут є прямим спадкоємцем Клементінської обсерваторії, заснованої на початку XVIII століття в єзуїтському колегіумі в комплексі Клементінум у Старому місті Праги. Датою заснування обсерваторії вважається 1751 або 1752 рік (в інших джерелах — 1750 рік). Влесне астрономічна вежа була завершена в 1722 році, але спочатку вона використовувалася в основному для оглядових цілей. Після скасування ордену єзуїтів обсерваторія відійшла до держави, а після Першої світової війни стала Державною обсерваторією.
Тим часом у 1898 році фабричний робітник Йозеф Ян Фріч купив землю біля Ондржейова і побудував там свою обсерваторію. Він подарував її Чехословацькій державі в 1928 році. 1 серпня 1950 року на базі Державної обсерваторії створили Центральний астрономічний інститут, підпорядкований Центру наукових досліджень. Коли заснували Чехословацьку академію наук, колишній Центральний астрономічний інститут розділили на дві окремі робочі ділянки зі спільним господарським управлінням — Астрофізичну обсерваторію Чехословацької академії наук в Ондржейові і Лабораторію вимірювання часу Чехословацької академії наук в Празі. У 1954 році ці дві установи знову об'єднали, утворивши Астрономічний інститут Чехословацької академії наук. Його першим директором був Богуміл Штернберк у 1954—1968 роках.
Обсерваторія далі розвивалася. У 1949 році з'явилася будівля радіоастрономії, а через кілька років — сонячний відділ. У 1967 році введено в експлуатацію визначну пам'ятку обсерваторії — будівлю двометрового телескопа (за 2 роки до цього став до ладу і її експлуатаційний корпус). На початку 1980-х років зведено будівлю космічної лабораторії, де зараз також розміщується дирекція інституту.
Після створення Чеської Республіки інститут перейшов до Академії наук Чеської Республіки. 1 січня 2007 року його перетворили — як і більшість академічних наукових установ — у державну науково-дослідну установу.

## Області досліджень та структура інституту
В Астрономічному інституті працює 161 співробітник (станом кінець 2020), 68 % чоловіків і 32 % жінок. Більшість працівників працює в Ондржейові (адреса Fričova 298, 251 65 Ondřejov), і лише близько 20 % в новій будівлі в Празі.
Інститут поділяється на наукові відділи за тематикою досліджень.

### Відділ міжпланетного середовища

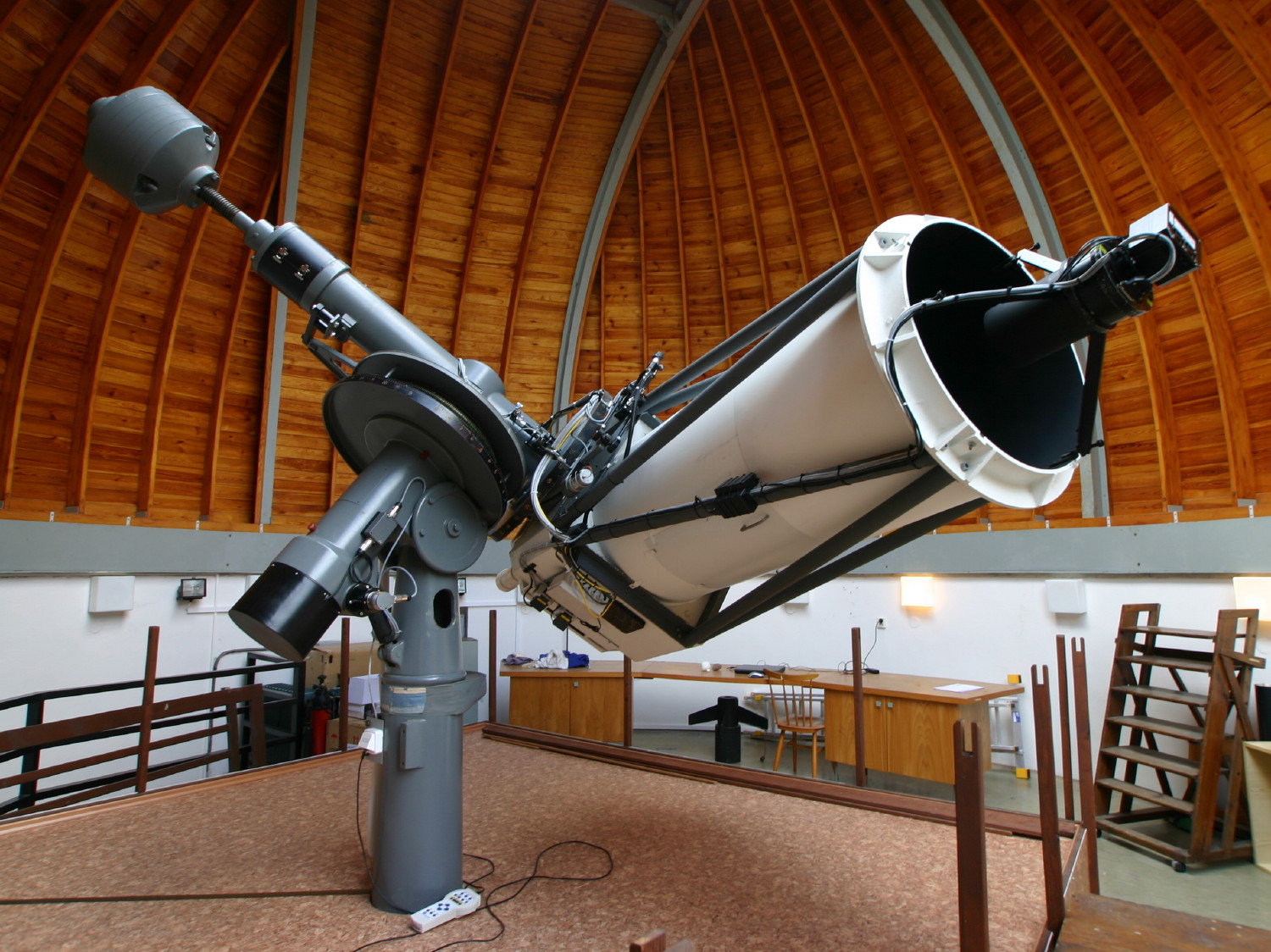
Астероїдний телескоп (Відділ міжпланетного середовища)

Відділ міжпланетного середовища переважно займається спостереженнями за метеорами, а також кометами та астероїдами. Цей відділ є центром Європейської болідної мережі і обробляє дані вимірювань з 7 країн.
Він складається з двох робочих груп:
- Фізика метеоритів. Керує мережею з десяти станцій для відстеження болідів по всій країні. Окрім оптичних спостережень метеорів використовує метеорний радар.
- Планети. Займається фізичними дослідженнями астероїдів, особливо визначення їхнього обертання, форм іподвійними астероїдами. Для фотометрії астероїдів група використовує 65-сантиметровий оптичний телескоп в Ондржейові та 1,5-метровий телескоп Європейської південної обсерваторії в Ла-Сільї в Чилі.

### Зоряний відділ
Дослідження зір є головним напрямком роботи зоряного відділу. В основному відділ досліджує гарячі зорі класу B, а також моделі зоряних атмосфер, динаміку зоряного вітру і вивченню зоряних скупченнь, галактик й позагалактичних об'єктів. Для своєї роботи відділ, в основному, використовує телескоп Перка — найбільший рефлектор в Чехії з дзеркалом діаметром 2 м.
До складу цього відділу входять робочі групи:
- Фізика гарячих зір. Займається гарячими зорями (клас B), білми карликами й обробкою даних супутника Gaia.
- Експлуатація та розвиток телескопа Перка. Телескоп був роботизований у 2007 році, і робота обох основних вимірювальних пристроїв — спектрографів — тепер повністю автоматизована.
- Астрофізика високих енергій. В основному, займається дослідженнями космічного рентгенівського та гамма-випромінювання із застосуванням до гамма-спалахів, блазарів, катаклізмічних змінних зір тощо.

### Сонячний відділ

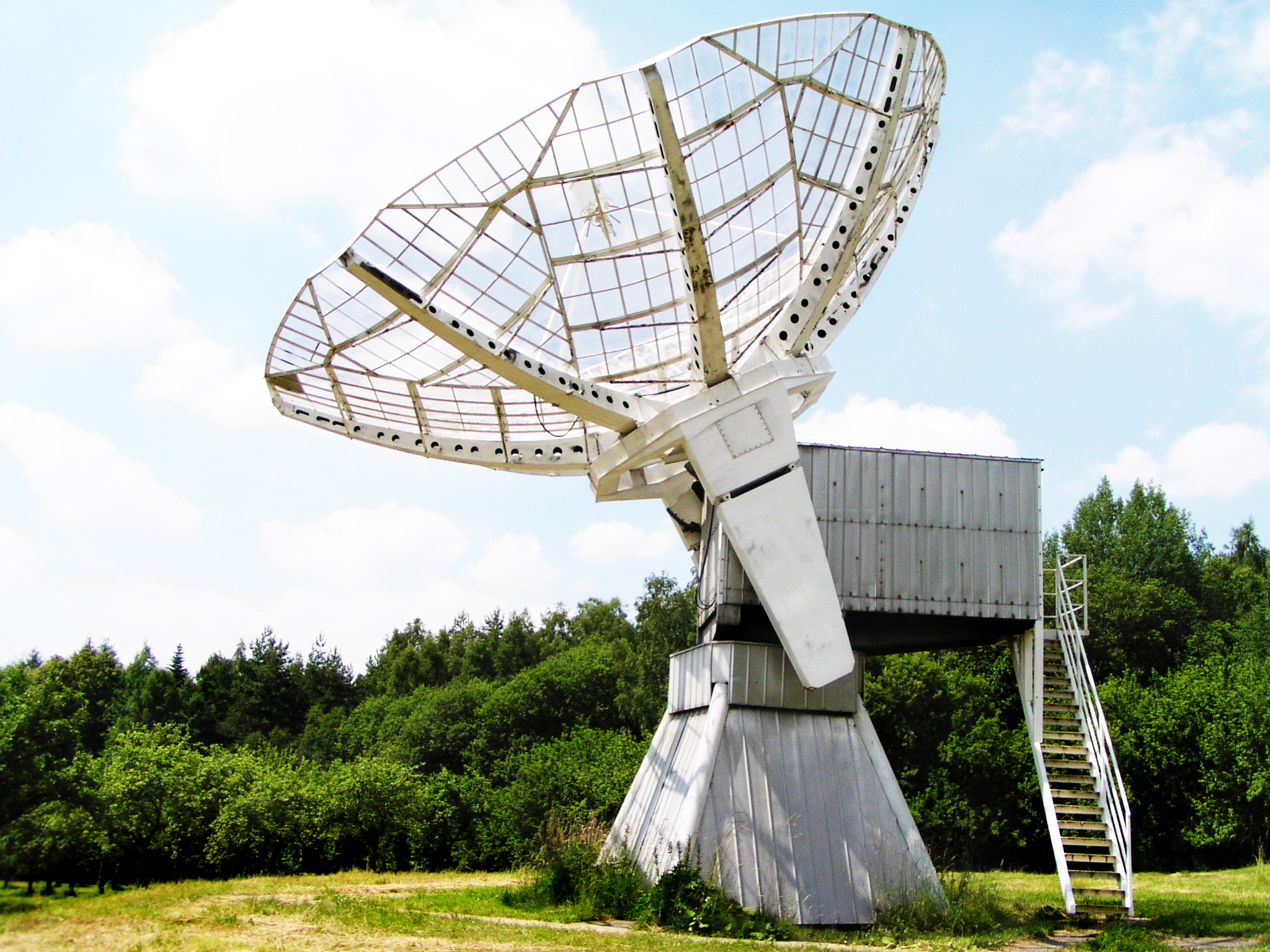
Радіотелескоп з діаметром антени 10 м, який використовується для дослідження Сонця

Вивченням Сонця займається сонячний відділ. В основному, він зосереджений на сонячних спалахах. Так званий сонячний патруль спостерігає за Сонцем та проявами його активності (сонячними плямами тощо). Для спостережень тут використовуються як оптичні телескопи, так і радіотелескопи. Завдяки міжнародній співпраці супутникові дані доповнюють інформацію про сонячне випромінювання в ультрафіолетовій, рентгенівській та гамма-областях спектра.
Відділ ділиться на робочі групи:
- Фізика сонячних спалахів і протуберанців. Вивчає ці явища, а також бере участь у підготовці супутника Solar Orbiter Європейського космічного агентства.
- Динаміка сонячної атмосфери. Розглядає фізичні умови у верхньому сонячному шарі — сонячній атмосфері, в активних областях і сонячних плямах.
- Геліосфера та космічна погода. Досліджує явища сонячного вітру й особливо розповсюдження корональних викидів маси, а також дає прогноз сонячної активності.

### Відділ галактик і планетних систем

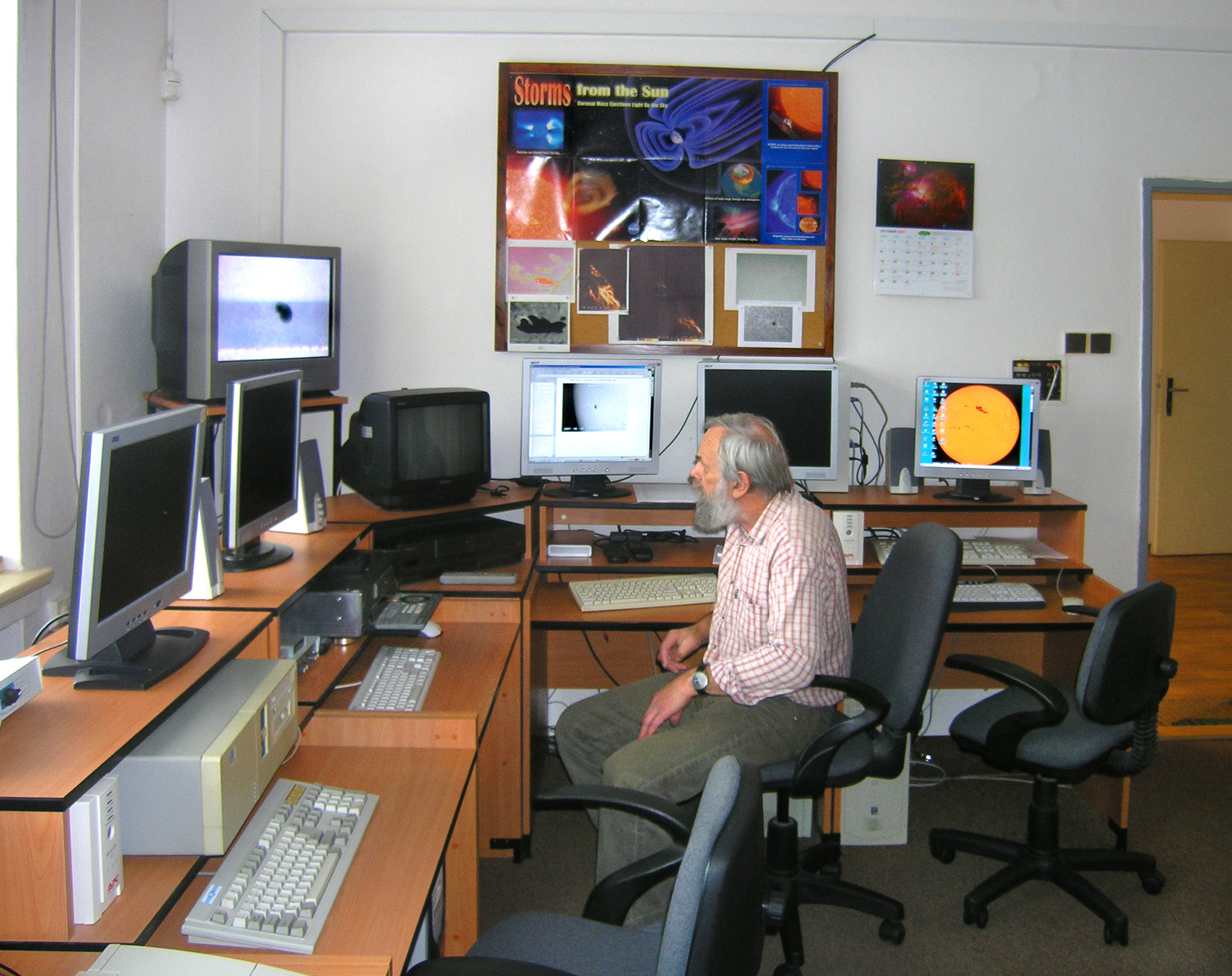
Сонячний патруль — робоче місце для спостереження за Сонцем

Відділ галактик і планетних систем розташований у Празі. Він займається як вивченням впливу Сонячної системи на Землю (її форму, обертання, прецесію), так і явищ у далекому Всесвіті — наприклад, зореутворенням в галактиках.
У нього входять робочі групи:
- Фізика галактик. Вивчає динаміку та еволюцію груп галактик або скупчень галактик, утворення та еволюцію зір і зоряних скупчень, а також динаміку газу в галактиках.
- Релятивістська астрофізика. Займається фізикою компактних об'єктів (нейтронних зір і чорних дір), вивчає процеси, що відбуваються поблизу них, робить теоретичні дослідження електродинаміки чорних дір і акреційних дисків.
- Планетні системи. Розглядає динаміку природних і штучних тіл у Сонячній системі та планетних системах поблизу інших зір, вивчає гравітаційне поле Землі та варіації її обертання.

До складу цього відділу раніше входила Група динаміки штучних супутників, головним проєктом якої був мікроакселерометр Macek для вимірювання прискорення негравітаційного походження. Він був запущений, зокрема, в 1996 році на космічному кораблі Atlantis (рейс STS-79) і в 2003 році на чеському супутнику MIMOSA.

### Громадські заходи
Публіка може ознайомитися з деякими частинами обсерваторії — особливо з історичними куполами та двометровим телескопом — з травня по вересень, коли у вихідні дні регулярні екскурсії проводяться.
Кілька робочих місць обсерваторії можна відвідати у вересні в межах загальнонаціональної акції «Ніч вчених» або у травні під час дня відкритих дверей.

## Директори інституту
Список директорів з моменту заснування Астрономічного інституту:
- Богуміл Штернберк[cs] (1954—1968)
- Любош Перек (1968—1974)
- Вацлав Бумба (1975—1990)
- Ладіслав Сегнал[cs] (1990—1996)
- Ян Палоуш[cs] (1996—2004)
- Петро Гайнзел[cs] (2004—2012)
- Владімір Карась[cs] (2012—2022)
- Міхал Бурса[cs] (з 2022)